# カヌーポロ
カヌーポロ（Canoe polo）は、1人乗りのカヌー（ポロカヤック）に乗って水上で行うハンドボールとバスケットボールを融合したようなスポーツ。カヤックポロ（Kayak polo）と呼ぶ国もある。
ボールは水球で使用されているものと同様のものを用いる。水球と共に「水上の格闘技」と呼ばれる激しいスポーツである。

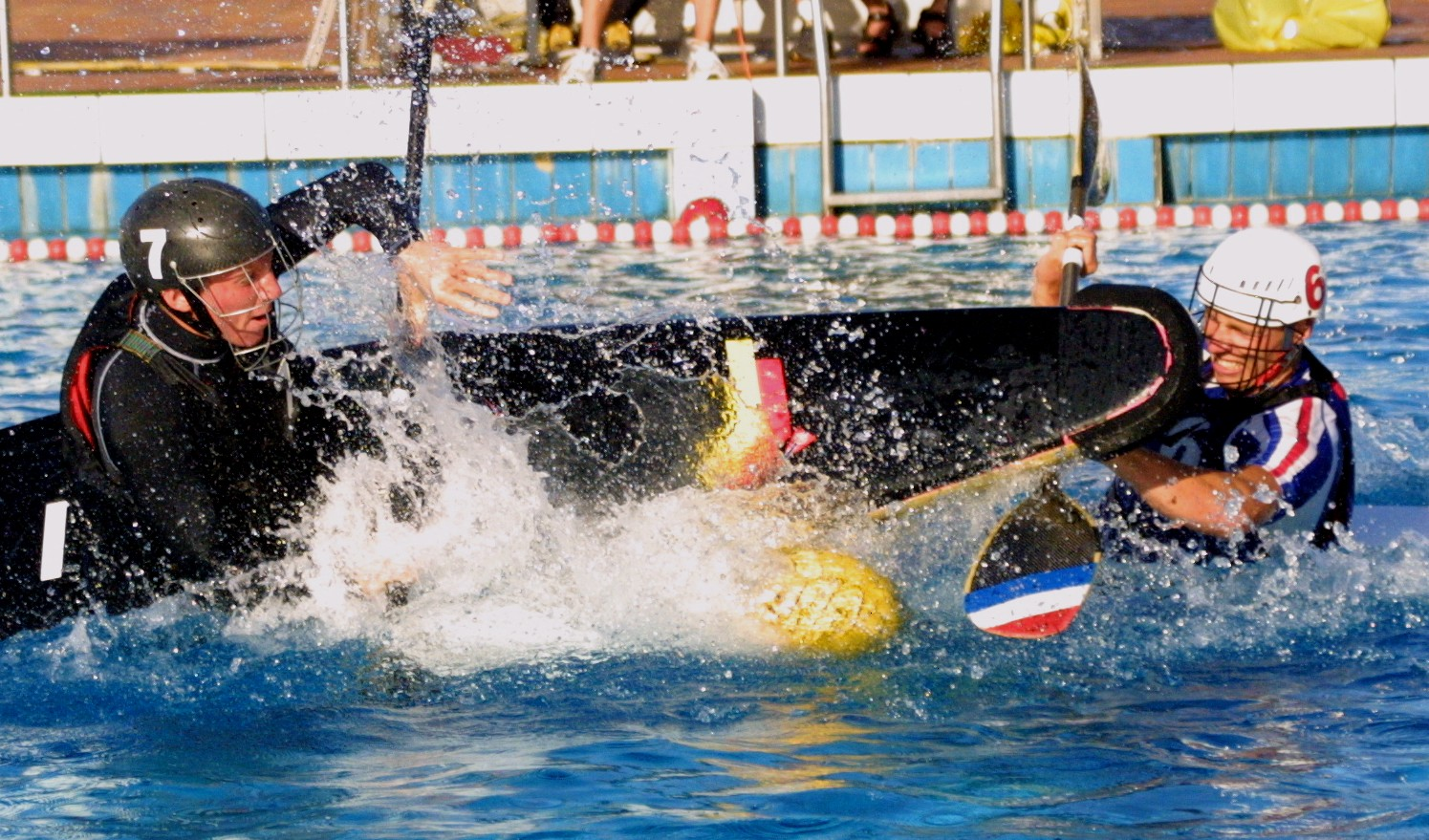
2002年ワールドカップ

## 概要
起源はドイツ、イギリスといわれており、世界中で多くの国で行われている。日本でも徐々に競技者人口が増えている。日本国内に最初に伝来したのは1970年代後半とされている。国体・オリンピックは非種目だが、2004年に愛知万博記念大会として愛知県みよし市で世界選手権、2005年にはワールドゲームズで大会が開催され、日本代表女子が3位に入賞した。
1チームは8名で構成され、実際コートに入りプレイをするのは5名、残りの3名は交代要員として（随時交代可）コート外で待機する。ボールを持っているプレーヤーの体を押すことが出来るなど、非常にエキサイティングなスポーツである。試合は通常7分または10分ハーフで行われる。コートは縦約20メートル・横約40メートルであり、湖や川、海などでも競技をすることが出来る。
かつては世界でルールが統一されておらず、水面にサッカーのようなゴールが設置されていたり、手でボールを触ってはいけない等、各国・地域で異なったルールだったが、1990年頃に統一され、現在に近い形の競技となった。
2018年アジア競技大会では公開競技として実施され、男子日本代表が優勝した。

## ルール

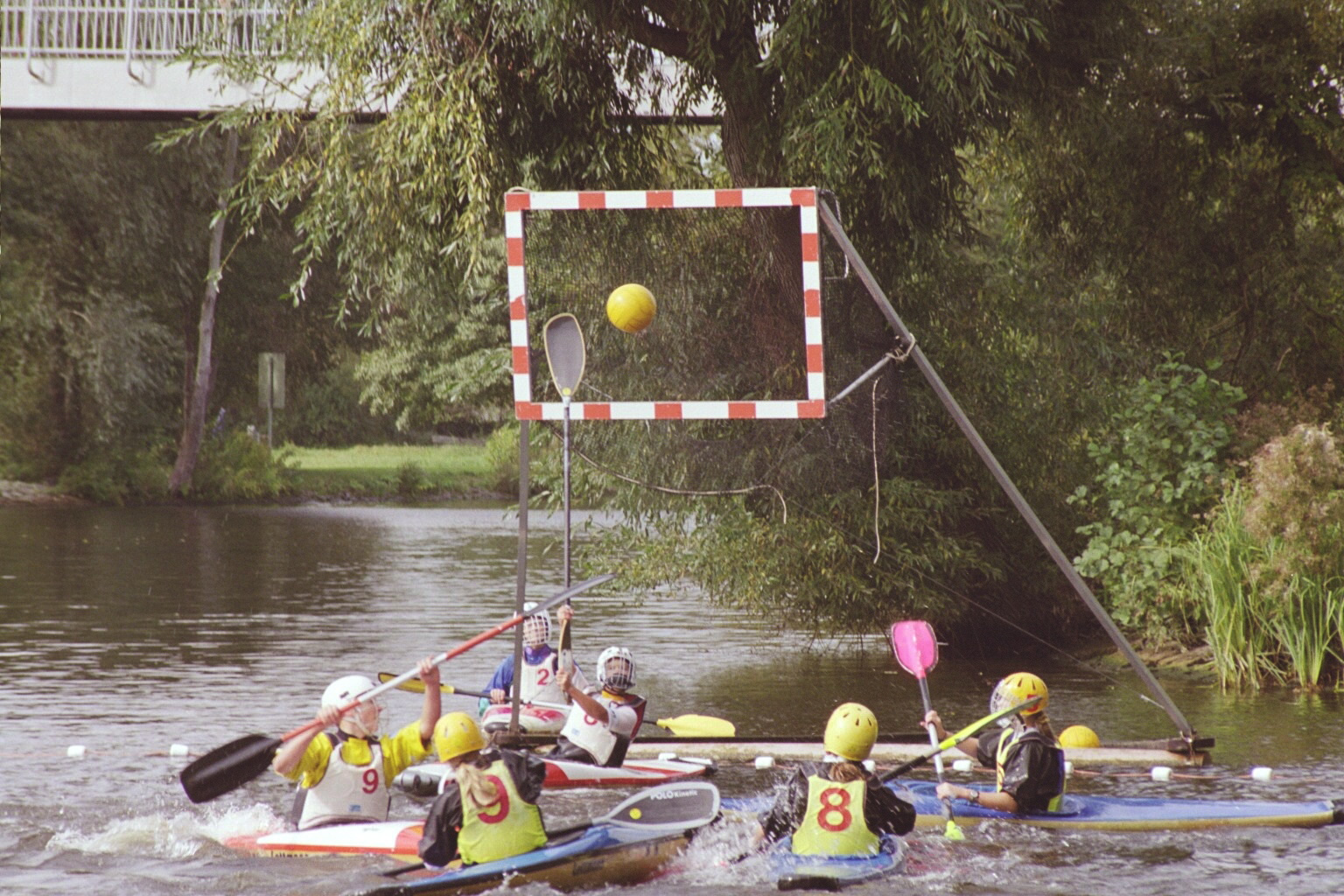
カヌーポロ

- 選手数

試合に出場できるのは、1チーム8名。
コートには5名が入り、交替は自由。
- ゴールの大きさ

水上2メートルの高さに、縦1メートルｘ横1.5メートルのゴールが設置される。
- 試合時間

通常10分ハーフの20分間。ハーフタイム3分間。同点の場合は5分刻みの延長戦を得点が入るまで繰り返す。
- 試合開始

主審の笛の合図でゲームがスタート。
主審はコート中央にボールを投げ入れる。
- 得点方法

相手ゴールにボールを入れた場合に得点（1点）が与えられる。
- キーパー

ゴール下で最初にパドルを高く上げた選手がキーパーになる。
- 主な反則
  - ハッキング - パドルで相手の手や身体を叩く行為
  - ホールディング - 相手の身体やユニフォーム、艇を捕まえる行為
  - 危険なタックル - 横（80°～110°）から相手の艇にぶつかる行為
  - キーパーチャージ - パドルを上げたキーパーに艇をぶつける行為
  - 5秒ルール - 5秒以上ボールを保持する行為　1m以上離せばリセットされる
  - オブストラクション - 相手の進路を妨害する行為
- カード
  - グリーンカード - 警告
  - イエローカード - 2分間退場
  - レッドカード - 試合中退場
- ショットクロック

　　ショットの時間制限を示し、ボールポゼッションを有するチーム（攻撃側）は一定時間以内にショットをする必要がある。 その制限時間は、ボールポゼッショ　ンが変わった時にスタートし、60秒である。ゴールを阻まれた場合、攻撃側がリバウンドする、あるいはコーナースローになった場合、リセットされる。

## チームプレー
オフェンスとディフェンスの戦術には、いくつかのバリエーションがある。

### オフェンスプレー

#### オーバーロード
1名または2名の選手がゾーンのサイドを攻撃し、ディフェンスの選手を押し出しまたは引きつけ、新たにできたスペースに3番目の選手が漕ぎ入り、4番目の選手からのパスを受け、ゴールに直接シュートを打つプレイ。

#### ボックスプレー
ゴールキーパーの直前または横に選手を置くプレイ。選手はこのポジションをキープし、素早いパスを受けてシュートを行うか、他の選手がディフェンスを突破する機会を作る。

#### スタープレー
選手はゾーンの周囲から、連続して攻撃を行うプレイ。漕ぎ入るタイミングに合わせてボールを動かし、シュートの機会を探す。最後の5番目の選手がゾーンに入るタイミングで、ディフェンス側の選手にブロックされることなく、直接シュートを打つことができる。

### ディフェンスプレー

#### 1-3-1 ゾーンディフェンス
3名の選手がゴールキーパーの前方に、3名の前方にトップとして１名の選手を配置するディフェンス。３名の選手がサイドと中央を守ることで、非常に強固なディフェンスラインを形成することができる。トップの選手は、ボールにプレッシャーをかけ、ディフェンスラインの隙間に選手が入り込むことを阻止する。

#### 2-2-1 ゾーンディフェンス
2名の選手がゴールキーパーの前方、側面に配置し、サイドからゴールを脅かす攻撃選手をブロックする。他の2名はさらに前方に配置し、中央に向かってゾーンに走り込んでくる選手を止めながら、ロングシュートや攻撃陣のミスを誘い、ゴールを守りながらボールを奪い返すことを目的とするディフェンス。

#### プレスディフェンス
ゴールキーパーを含むすべての選手が選手をマークし、ボールやパスに対して積極的にプレッシャーをかけ、ミスを誘いインターセプトを得ようとするディフェンス。

## 日本で活動しているカヌーポロチーム

### 大学
- 駿河台大学
- 大正大学
- 愛知大学
- 福井大学
- 福井県立大学

### 高校
- 群馬県立西邑楽高等学校
- 神奈川県立山北高等学校
- 横浜市立横浜商業高等学校
- 山梨県立身延高等学校
- 長野県犀峡高等学校
- 愛知県立三好高等学校
- 三重県立桑名西高等学校
- 福井県立金津高等学校
- 新潟市立万代高等学校
- 福岡県立朝羽高等学校
- 熊本県立八代農業高等学校泉分校

### クラブチーム
- 神奈川カヌークラブ
- 一般社団法人さくらインヴァース
- 三好カヌークラブ（シーモンキー）
- 宝塚カヌーポロクラブ
- 芦原フェニックス
- カヌークラブ　ORCA(オルカ)
- HCC
- 葛西カヌークラブ
- カヌーポロチーム　NOKS(ノックス)
- みよしマーメイド
- かわいいカヌークラブ